# Eugenia loheri
Eugenia loheri är en myrtenväxtart som beskrevs av Charles Budd Robinson. Eugenia loheri ingår i släktet Eugenia och familjen myrtenväxter. Inga underarter finns listade i Catalogue of Life.